# 納隆河

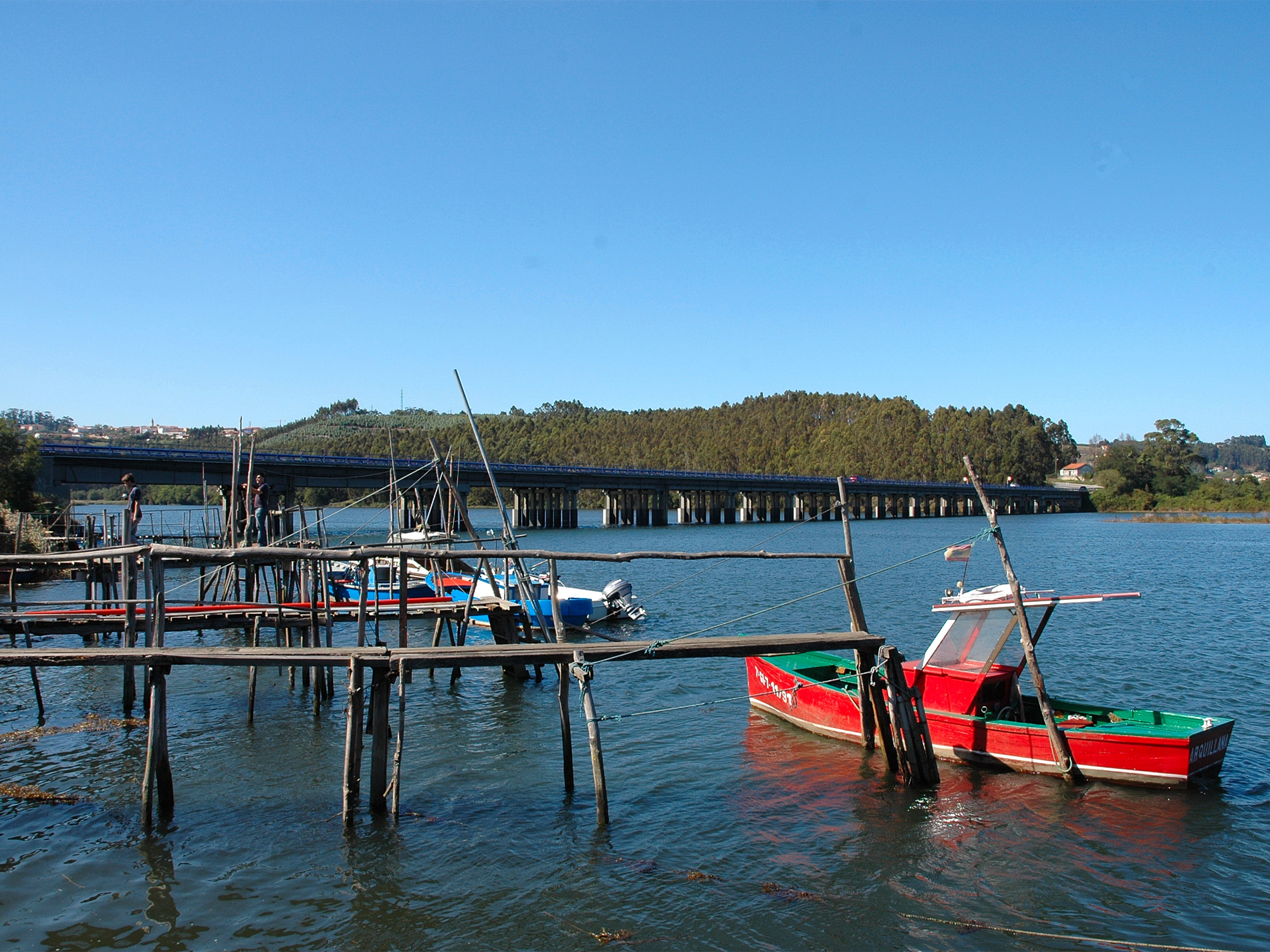
納隆河

納隆河（西班牙語：Río Nalón）是西班牙的河流，位於阿斯圖里亞斯，最終注入比斯開灣，河道全長138公里，流域面積3,692方公里，平均流量每秒55.18立方米，支流有納爾塞阿河。
43°34′03″N 6°04′39″W / 43.5674°N 6.07748°W